# Трейлл

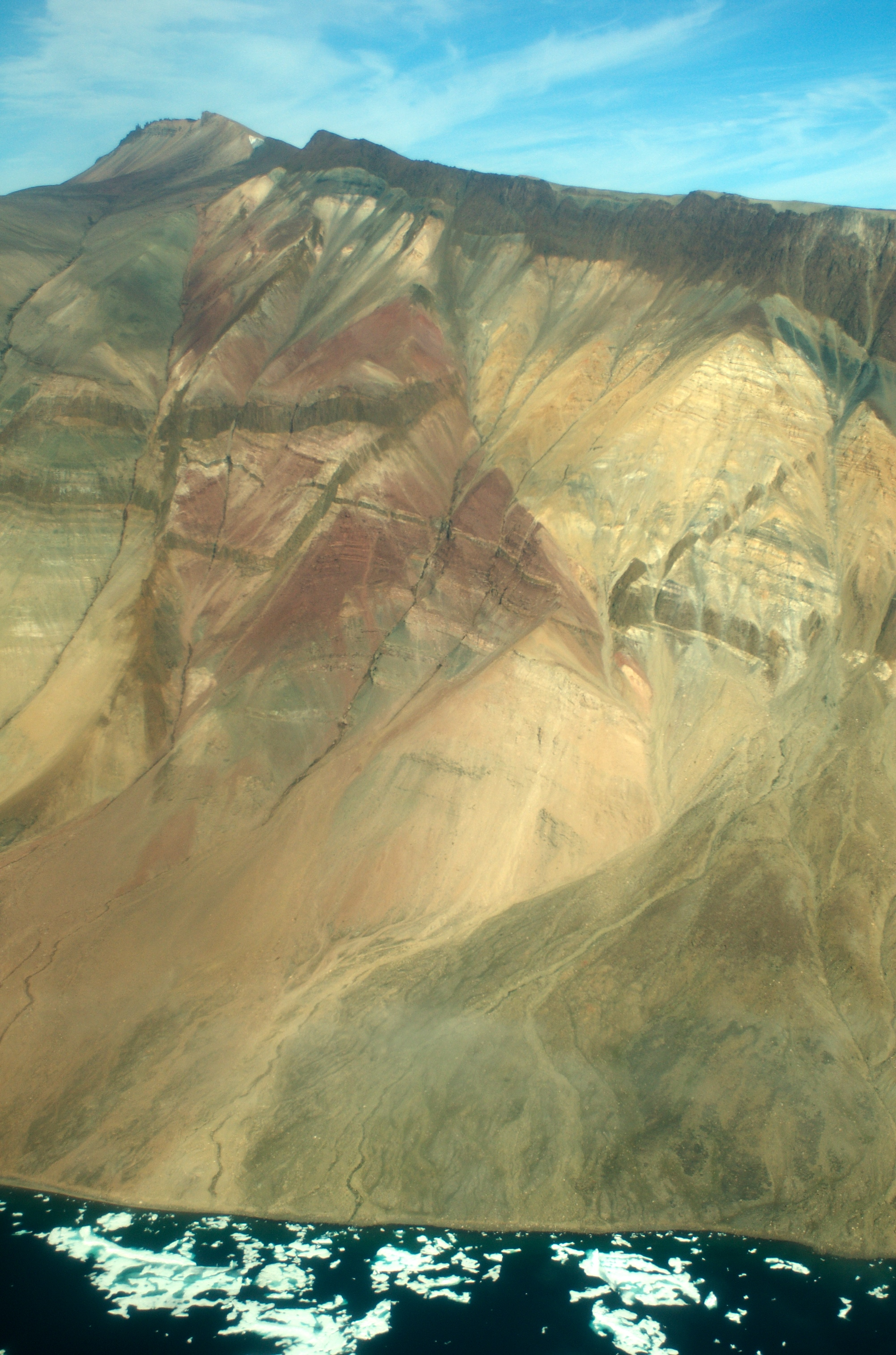

Трейлл (дат. Traill Ø) — остров у восточного побережья Гренландии. Был назван 10 августа 1822 года Уильямом Скорсби во время его плавания на китобойном судне Баффин, в честь зоолога Томаса Стюарта Трейлла. Наивысшая точка острова имеет высоту 1884 м. Остров входит в состав Северо-Восточного Гренландского национального парка.